# Зеппола
Зеппола (итал. zeppola, мн.ч. zeppole); иногда фриттелле (итал. frittelle); на Сардинии итальянизированное zippole или zeppole sarde от оригинального сардинского tzípulas — итальянская выпечка, пончик или пирожное, рецепты которых варьируются в зависимости от региона. Обычно состоит из обжаренного во фритюре теста разного размера, посыпанного сахарной пудрой. Могут быть наполнены заварным кремом, желе, кремом в стиле канноли, смесью масла и мёда или несладкими начинками. Консистенция варьируется от лёгкой и рыхлой до хлебоподобной или как у макаронных изделий.

## Зепполе Святого Джузеппе

### Кампания
Зепполе ди Сан-Джузеппе (Zeppole di san Giuseppe), называемые также 'a zeppola, zéppele o sfinci — типичный десерт кондитерской традиции Кампании, приготовленный немного по-разному в различных регионах Южной Италии. Название происходит от того, что в некоторых регионах южной и центрально-южной Италии это традиционный десерт для праздника Дня Святого Иосифа (Сан-Джузеппе). В этот же день, 19 марта, отмечают и День отца. Основные ингредиенты: мука, сахар, яйца, сливочное и оливковое масло, заварной крем, щепотка сахарной пудры и вишни в сиропе для украшения.
Готовятся из заварного теста. В неаполитанской традиции существует два варианта зепполе Сан-Джузеппе: жареные и запечённые. В обоих случаях пончики имеют круглую форму с центральным отверстием диаметром около 2 см и украшаются заварным кремом, и вишней/черешней в сиропе сверху. В конце посыпается сахарной пудрой.
В Кампании, в частности в Чиленто, некоторые рождественские сладости неправильно называют «зепполе», более правильным названием которых было бы scauratielli: сделаны из воды, масла и муки в форме узла и украшенные растопленным мёдом .

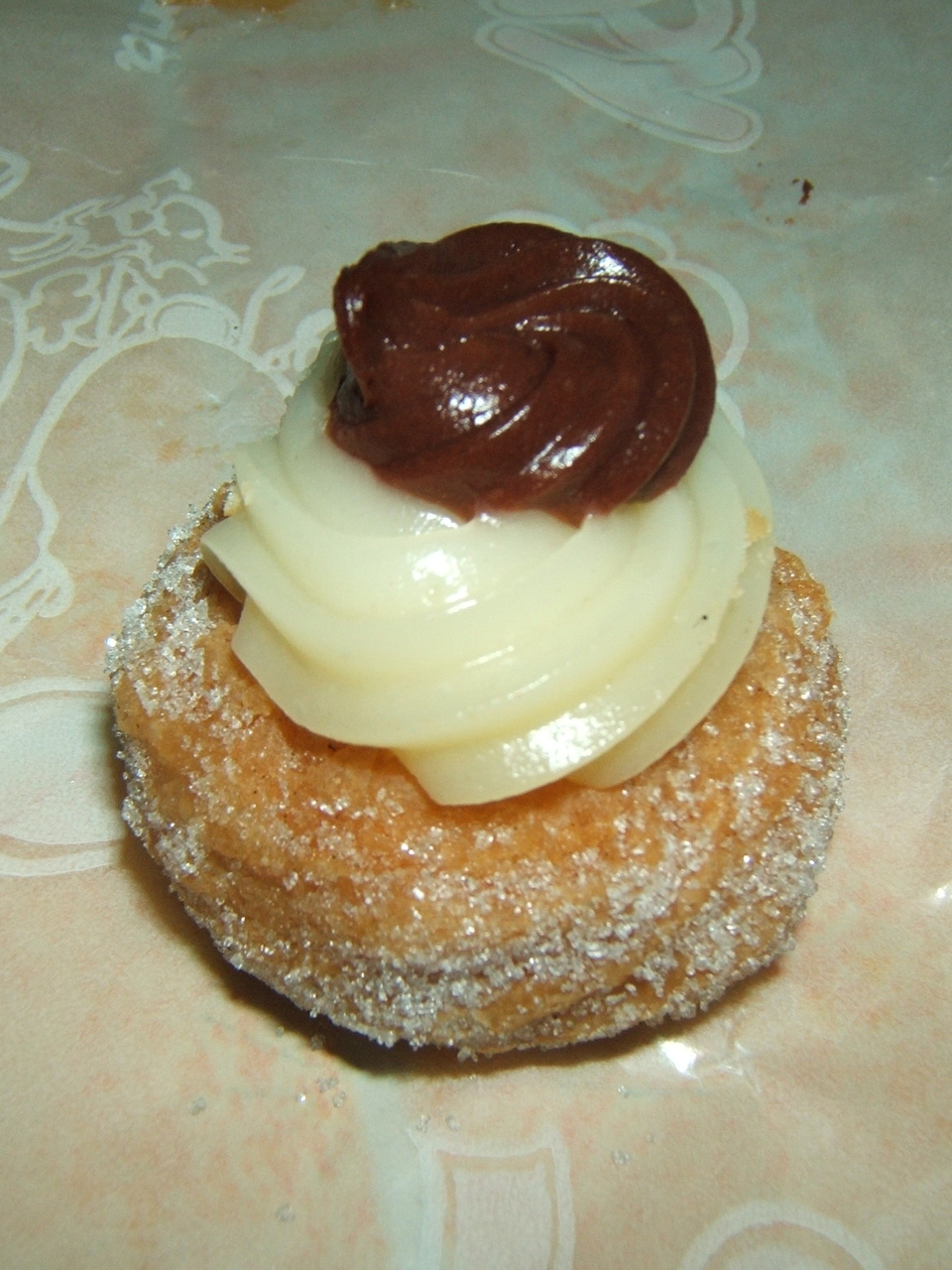
Мини зеппола

Зепполе ди Сан-Джузеппе очень популярны в районе Везувия, и когда-то их готовили прямо на улицах. Существуют различные гипотезы изобретения этого десерта, приписываемые как монахиням Сан-Грегорио-Армено, так и монахиням Кроче-ди-Лукка, а также из Сплендоре, в любом случае в Неаполе. Первый письменный рецепт датируется 1837 годом (трактат о неаполитанской кухне Ипполито Кавальканти). Некоторые кондитерские также предлагают зепполе с заварным кремом, отклоняясь от традиции. В последнее время эти пончики появились с начинкой из крема джандуйя (шоколадно-ореховый) и взбитых сливок. В Неаполе название zeppola также используется для обозначения pastacresciute, фирменных блюд в местных фриггиториях, очень разных, несладких. В эту версию иногда добавляют морские водоросли, соленые анчоусы или чиченелли.

### Зепполе по-итриански
В Итри название Zeppola di San Giuseppe указывает на небольшой блинчик из муки, воды и пивных дрожжей, заквашенный и обжаренный на оливковом масле, а затем посыпанный сахаром или медом. Есть и более изысканный вариант с добавлением в смесь яиц и молока. Это одно из типичных блюд города, приготовленное по случаю праздника Огни Сан-Джузеппе.

### Апулийские зепполе
В Апулии зепполе готовят на праздник Святого Иосифа, а в некоторых землях, где выставляют традиционные праздничные столы с блюдами «Таволе ди Сан Джузеппе (Tavole di San Giuseppe)», их используют в качестве последнего блюда, на десерт. Хотя в последние годы для жарки зепполе используют оливковое масло, настоящую апулийскую зепполу жарят на сале. Их готовят из воды, сала, соли, муки, тёртого лимона и яиц, жарят или запекают в духовке и украшают заварным кремом и шоколадным кремом или двумя-тремя вишнями в сиропе. Зеппола является частью апулийской выпечки и присутствует круглый год, больше всего в период праздника Святого Джузеппе.
Среди вариаций, приготовленных в домашних условиях, есть переплетенные зепполе в форме крошечной буквы L, обжаренные и еще обваленные в сахаре. В этих пончиках обычно нет крема.

### Сицилийские зепполе
В западной Сицилии, в частности в Палермо, готовят Sfincia di San Giuseppe (происходит от латинского spongia, «губка», или от арабского: ﺍﺴﻔﻨﺞ (isfanǧ), «губка», в районе Трапани — sfincia), жареную сладость, типичную для Сицилии, которая была официально включена в список традиционных итальянских продуктов питания (PAT) Министерства сельского хозяйства, продовольствия и лесной политики (Mipaaf).
На востоке Сицилии, в Катании, традиционно на День Сан-Джузеппе готовят из риса Crispelle di riso – жареный десерт цилиндрической формы длиной около 6-8 сантиметров. Его обжаривают в кипящем масле и, наконец, покрывают апельсиновым мёдом и сахарной пудрой с корицей. В Сиракузах принято делать и употреблять пончики в осенний период и, в частности, 11 ноября, когда отмечается праздник Сан-Мартино, а также окончание сбора урожая. Именно по этой причине  возникла крестьянская традиция сопровождать зепполе Vino cotto, сваренным вином. Сиракузские зепполе не сильно отличаются от аналогичных десертов других сицилийских муниципалитетов и других регионов, и могут быть изготовлены из воды, муки и сахара, и наполнены рикоттой (предпочтительно iblea или Ricotta iblea), нутеллой или фисташковым кремом в сладком варианте, а в соленом варианте начинкой служат анчоусы, которые обычно сочетаются с тума, типично-сицилийский свежий сыр. В это время года на улицах города Ареццо легко найти бары, пекарни и пиццерии, которые готовят и продают их в больших количествах.

### Калабрийские зепполе
Калабрийские зепполе известны тем, что внутри они начинены анчоусами, тесто приготовлено из картофеля и они похожи на пиццетту кьюза, типичную для Реджо-ди-Калабрия.

#### Зепполе из Козенцы
В городе Козенца 19 марта на праздник Святого Джузеппе пончики готовят из воды, муки, масла, соли и цельных яиц, а затем обжаривают в кипящем масле. Затем их оставляют остывать, наполняют заварным кремом и украшают вишней в сиропе. В другом варианте их готовят в духовке при температуре 200°С в течение 10 минут, а затем опускают до 180°С еще на 18 минут.

#### Зепполе в Реджо
В Реджо-ди-Калабрия зепполе ди Сан-Джузеппе (zippuli duci ca 'ricotta) представляет собой маленькие слоеные пирожные, приготовленные из муки, сахара, яиц, ванили и сала, начиненные рикоттой, сахаром, корицей, тертым лимоном и сахарной пудрой. Есть также пикантный вариант, приготовленный из картофеля, муки, пивных дрожжей и воды. Они могут иметь неправильную форму пончика или содержать анчоусы, треску, ндуйю (острая намазываемая свиная колбаса) и оливки по желанию. Их обжаривают в кипящем масле.

#### Зепполе в Катандзаро
В Катандзаро их готовят из маргарина или сала, муки, яиц, запекают в духовке и начиняют рикоттой. Затем их заливают кремом, а в завиток крема вставляют карамелизированную вишню.

### Зепполе в Молизе
Как и в неаполитанской традиции, в провинции Молизе их и запекают, и жарят. Для начинки используется только заварной крем с добавлением чайной ложки варенья из черешни или целых черешни в качестве украшения. Когда-то они продавались поштучно, довольно большого размера; сегодня они также предлагаются в версии миньон и продаются на вес.

### Зепполе из Терамо
В городе Терамо и прилегающих долинах, от Гран-Сассо до моря, в день Сан-Джузеппе по традиции обед заканчивается зепполе Сан-Джузеппе. Это своего рода большая кремовая слойка, со строго белым заварным кремом внутри и с добавлением вишни.

## Карнавальные зепполе
Zeppole di Carnevale на Сардинии, в Марке, Умбрии, Кампании и других регионах является типичным карнавальным десертом.

### Ципулас
Ципула (tzípulas) или фрисиолас (frisciòlas), часто итальянизированные в зепполе, являются традиционным карнавальным десертом, типичным для Сардинии. Рецепт может варьироваться в разных областях, но в основном в качестве основных ингредиентов он использует муку, дрожжи и воду, а в качестве возможных элементов, в некоторых вариантах, молоко, яйца, лимон, апельсин, моцарелла, картофель, а в районах Сассари и Кальяри, бренди, миртовый или анисовый ликер. Продукт употребляют подслащенным или глазированным. Муниципалитет, где хорошо известна древняя традиция приготовления ципулас, — это Нарболия, в провинции Ористано, в субрегионе Монтиферру, где каждый год в период карнавала проводится фестиваль, посвященный этому десерту, на котором дегустация сопровождается презентацией других местных продуктов и фольклорными праздниками.

### Зепполе из Марке
Зепполе в Марке всегда имеют форму пончика и никогда не наполнены кремом или вишней. Вместе с аранчини, фраппе, чичеркиата и кастаньоле они составляют квинтет карнавальных сладостей региона Марке. В смесь часто добавляют ром или анис (часто встречается в десертах из региона Марке) и тертую цедру лимона.

### Зепполе из Ночеллето
Это типичная карнавальная сладость в Ночеллето-ди-Каринола и в городах на территории Каринолы (CE). Происхождение не определено. Они могли быть из римских времен по составу теста. Или они могли быть связаны с эпизодом, приписываемым папе Геласию в V веке, который, якобы, придумал её чтобы накормить французских паломников, прибывших в Рим на праздник Сретения.
Сегодня этот десерт готовят в терракотовой сковороде, которая из-за своей формы обычно называется «руото» («круглая сковорода») — rototo pà 'zeppula — и имеет размеры от 20 до 40 см в диаметре с рядом концентрических отверстий диаметром 1–2 мм в центральной части. Её производят только в Каскано (древний Галликанум), известном своими печами, где обрабатывают и готовят терракоту (известны амфоры для перевозки Фалернского вина в Древнем Риме). Первоначально десерт считался сладостью бедняков, так как состоял из простых ингредиентов, таких как мука, вода, тертая лимонная цедра, яйца, соль, сало и начинка из сахара; в текущей версии добавлены корица, ваниль и анис. Приготовление происходит в терракотовом блюде, «колесе», доведённом до определённой температуры, а не путём приготовления на огне. В результате получается своего рода блин с дырочками, похожими на соты. После застывания тесто снимают с «колеса», чтобы украсить поверхность сахаром (в более современных версиях также джемом или ореховым кремом).